# La Chapelle-Montbrandeix
Pour les articles homonymes, voir La Chapelle.
La Chapelle-Montbrandeix (La Chapela e Mont Brandés en occitan) est une commune française située dans le département de la Haute-Vienne, en région Nouvelle-Aquitaine.
Elle est intégrée au parc naturel régional Périgord Limousin.

## Géographie

### Généralités

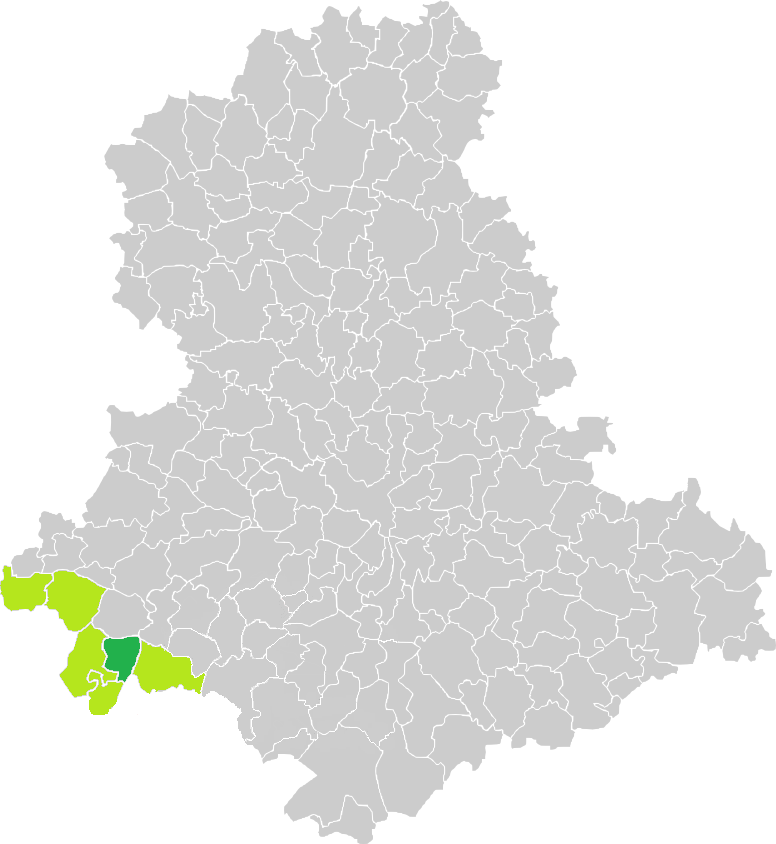
Situation de la commune de La Chapelle-Montbrandeix en Haute-Vienne.

Dans le quart sud-ouest du département de la Haute-Vienne, la commune de La Chapelle-Montbrandeix est arrosée par le Bandiat qui y prend sa source, au nord-est, sur les pentes sud-ouest du puy Chauvet.
L'altitude minimale, 319 mètres, se trouve localisée au sud-ouest, là où un affluent du Bandiat quitte la commune et entre sur celle de Marval. L'altitude maximale avec 482 mètres est située au nord-est, à l'ouest du lieu-dit le Grand Puyconnieux, proche du sommet du même nom.
Traversé par les routes départementales (RD) 22 et 64, le bourg de La Chapelle-Montbrandeix est situé, en distances orthodromiques, dix-neuf kilomètres au nord-est de Nontron et vingt kilomètres au sud de Rochechouart.
La commune est également desservie par les RD 15, 33 et 100.
Entre Dournazac et Marval, un tronçon commun du GR 4 et du GR 654  borde le territoire communal sur plus d'un kilomètre au nord-est, avant de le traverser plus au sud — d'est en ouest — sur environ quatre kilomètres.

### Communes limitrophes
La Chapelle-Montbrandeix est limitrophe de six autres communes, dont une dans le département de la Dordogne. Au nord-ouest, son territoire n'est limitrophe de celui de Champagnac-la-Rivière que sur 150 mètres.
Les communes limitrophes sont  Champagnac-la-Rivière, Cussac, Dournazac, Marval, Mialet et Pensol.
|        | Cussac                   | Champagnac-la-Rivière |
| Marval | La Chapelle-Montbrandeix | Dournazac             |
|        | Pensol                   | Mialet (Dordogne)     |

### Climat
Pour des articles plus généraux, voir Climat de la Nouvelle-Aquitaine et Climat de la Haute-Vienne.
Historiquement, la commune est exposée à un climat océanique limousin.
En 2020, Météo-France publie une typologie des climats de la France métropolitaine dans laquelle la commune est exposée à un climat océanique altéré et est dans une zone de transition entre les régions climatiques « Poitou-Charentes » et « Ouest et nord-ouest du Massif Central ».
Pour la période 1971-2000, la température annuelle moyenne est de 11 °C, avec une amplitude thermique annuelle de 14,6 °C. Le cumul annuel moyen de précipitations est de 1 131 mm, avec 13,3 jours de précipitations en janvier et 8,1 jours en juillet. Pour la période 1991-2020, la température moyenne annuelle observée sur la station météorologique la plus proche, située sur la commune de Champagnac-la-Rivière à 9 km à vol d'oiseau, est de 11,5 °C et le cumul annuel moyen de précipitations est de 1 189,6 mm,. Pour l'avenir, les paramètres climatiques de la commune estimés pour 2050 selon différents scénarios d’émission de gaz à effet de serre sont consultables sur un site dédié publié par Météo-France en novembre 2022.

## Urbanisme

### Typologie
Au 1er janvier 2024, La Chapelle-Montbrandeix est catégorisée commune rurale à habitat très dispersé, selon la nouvelle grille communale de densité à sept niveaux définie par l'Insee en 2022.
Elle est située hors unité urbaine et hors attraction des villes,.

### Occupation des sols
L'occupation des sols de la commune, telle qu'elle ressort de la base de données européenne d’occupation biophysique des sols Corine Land Cover (CLC), est marquée par l'importance des forêts et milieux semi-naturels (59,5 % en 2018), en diminution par rapport à 1990 (63,5 %). La répartition détaillée en 2018 est la suivante : 
forêts (59,5 %), prairies (20,3 %), zones agricoles hétérogènes (18,4 %), zones urbanisées (1,8 %). L'évolution de l’occupation des sols de la commune et de ses infrastructures peut être observée sur les différentes représentations cartographiques du territoire : la carte de Cassini (XVIIIe siècle), la carte d'état-major (1820-1866) et les cartes ou photos aériennes de l'IGN pour la période actuelle (1950 à aujourd'hui).

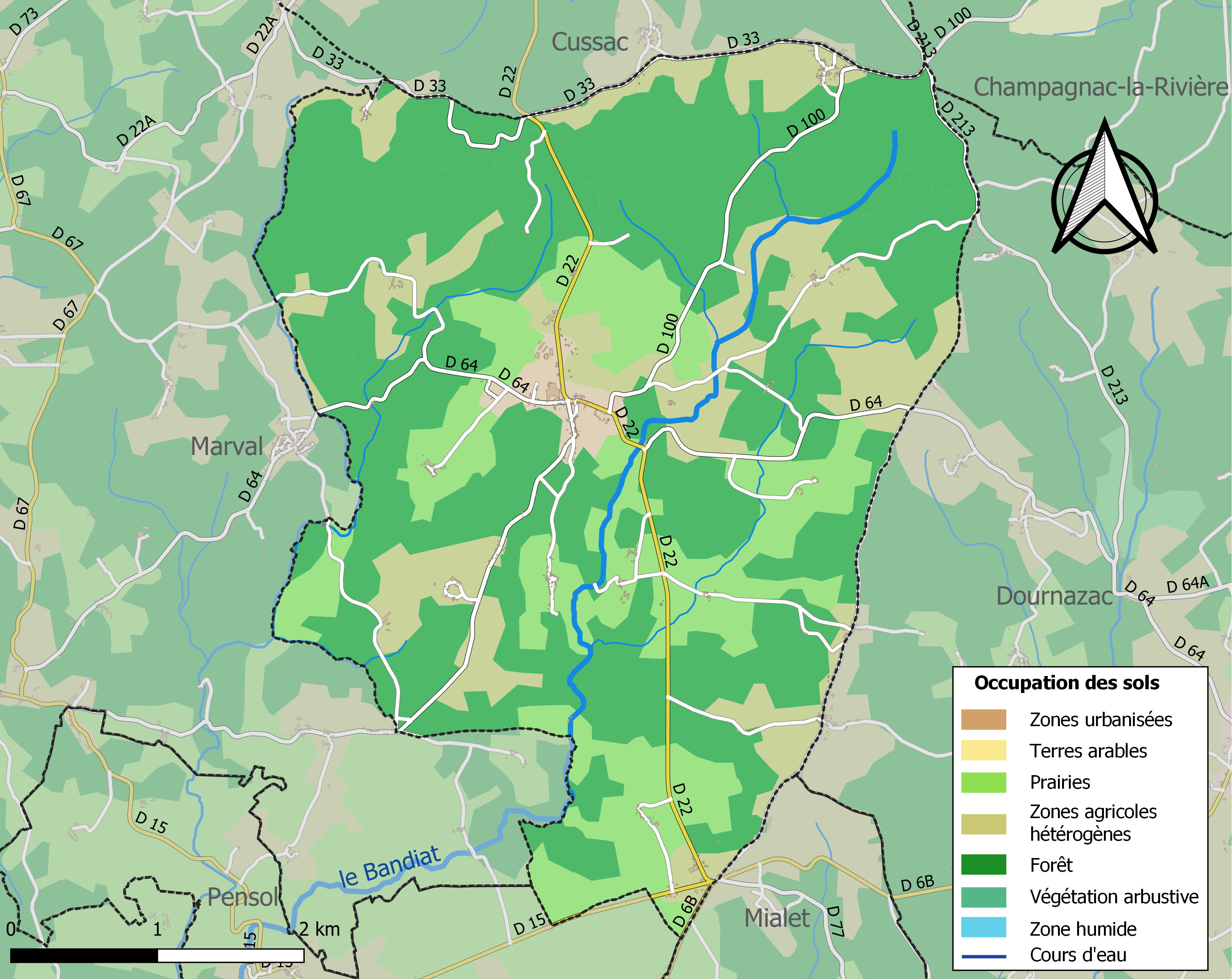
Carte des infrastructures et de l'occupation des sols de la commune en 2018 (CLC).

### Risques majeurs
Le territoire de la commune de La Chapelle-Montbrandeix est vulnérable à différents aléas naturels : météorologiques (tempête, orage, neige, grand froid, canicule ou sécheresse) et séisme (sismicité faible). Il est également exposé à un risque particulier : le risque de radon. Un site publié par le BRGM permet d'évaluer simplement et rapidement les risques d'un bien localisé soit par son adresse soit par le numéro de sa parcelle.

#### Risques naturels

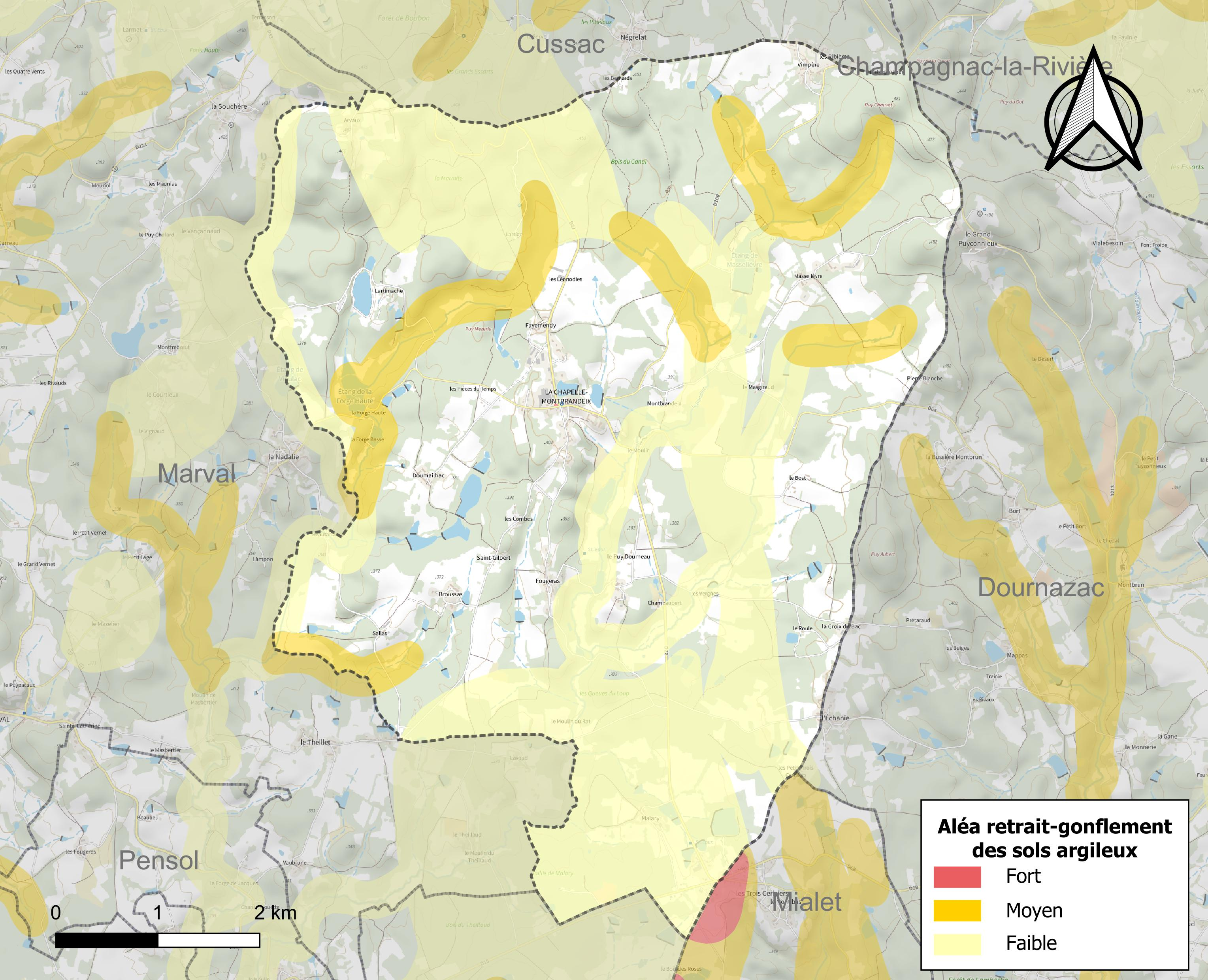
Carte des zones d'aléa retrait-gonflement des sols argileux de La Chapelle-Montbrandeix.

Le retrait-gonflement des sols argileux est susceptible d'engendrer des dommages importants aux bâtiments en cas d’alternance de périodes de sécheresse et de pluie. 10,6 % de la superficie communale est en aléa moyen ou fort (27 % au niveau départemental et 48,5 % au niveau national métropolitain). Depuis le 1er octobre 2020, en application de la loi ÉLAN, différentes contraintes s'imposent aux vendeurs, maîtres d'ouvrages ou constructeurs de biens situés dans une zone classée en aléa moyen ou fort,.
La commune a été reconnue en état de catastrophe naturelle au titre des dommages causés par les inondations et coulées de boue survenues en 1982 et 1999 et par des mouvements de terrain en 1999.

#### Risque particulier
Dans plusieurs parties du territoire national, le radon, accumulé dans certains logements ou autres locaux, peut constituer une source significative d’exposition de la population aux rayonnements ionisants. Selon la classification de 2018, la commune de La Chapelle-Montbrandeix est classée en zone 3, à savoir zone à potentiel radon significatif.

## Histoire
Dans la 1re moitié du Ier siècle, un habitat gallo-romain est le siège d'une activité sidérurgique dans des bas-fourneaux.

## Politique et administration

### Liste des maires
| Période                                  | Période   | Identité          | Étiquette | Qualité                        |
| ---------------------------------------- | --------- | ----------------- | --------- | ------------------------------ |
| Les données manquantes sont à compléter. |           |                   |           |                                |
|                                          |           |                   |           |                                |
| mai 1945                                 | mars 1959 | Henri Faure       |           | Cultivateur                    |
| mars 1959                                | mars 1983 | Jacques Charamnac | PCF       | Artisan                        |
| mars 1983                                | mars 2008 | Marcel Darcy      | ADS       | Conseiller général (1988-2001) |
| mars 2008 (réélu en mai 2020)            | En cours  | Pascal Raffier    | ECO       | Artisan                        |

## Démographie
Les habitants de La Chapelle-Montbrandeix sont appelés les Chapelauds.

L'évolution du nombre d'habitants est connue à travers les recensements de la population effectués dans la commune depuis 1793. Pour les communes de moins de 10 000 habitants, une enquête de recensement portant sur toute la population est réalisée tous les cinq ans, les populations de référence des années intermédiaires étant quant à elles estimées par interpolation ou extrapolation. Pour la commune, le premier recensement exhaustif entrant dans le cadre du nouveau dispositif a été réalisé en 2008.

En 2022, la commune comptait 264 habitants, en évolution de +4,76 % par rapport à 2016 (Haute-Vienne : −0,68 %, France hors Mayotte : +2,11 %).
| 1793 | 1800 | 1806 | 1821 | 1831 | 1836 | 1841 | 1846 | 1851 |
| ---- | ---- | ---- | ---- | ---- | ---- | ---- | ---- | ---- |
| 516  | 486  | 581  | 613  | 689  | 711  | 661  | 684  | 749  |

| 1856 | 1861 | 1866 | 1872 | 1876 | 1881 | 1886 | 1891 | 1896 |
| ---- | ---- | ---- | ---- | ---- | ---- | ---- | ---- | ---- |
| 717  | 686  | 673  | 662  | 693  | 687  | 714  | 718  | 757  |

| 1901 | 1906 | 1911 | 1921 | 1926 | 1931 | 1936 | 1946 | 1954 |
| ---- | ---- | ---- | ---- | ---- | ---- | ---- | ---- | ---- |
| 763  | 758  | 733  | 722  | 685  | 619  | 563  | 586  | 516  |

| 1962 | 1968 | 1975 | 1982 | 1990 | 1999 | 2006 | 2008 | 2013 |
| ---- | ---- | ---- | ---- | ---- | ---- | ---- | ---- | ---- |
| 452  | 412  | 352  | 333  | 293  | 262  | 254  | 252  | 251  |

| 2018 | 2022 | - | - | - | - | - | - | - |
| ---- | ---- | - | - | - | - | - | - | - |
| 260  | 264  | - | - | - | - | - | - | - |

## Économie

### Artisanat
La commune abrite le dernier fabricant de fauteuil limousin, aussi appelé fauteuil Le Corbusier, en vannerie de châtaignier.

## Culture locale et patrimoine

### Lieux et monuments
- Gisement gallo-romain des Couvents[29].
- Église Saint-Laurent de La Chapelle-Montbrandeix. Elle est inscrite à l'Inventaire général du patrimoine culturel[30].

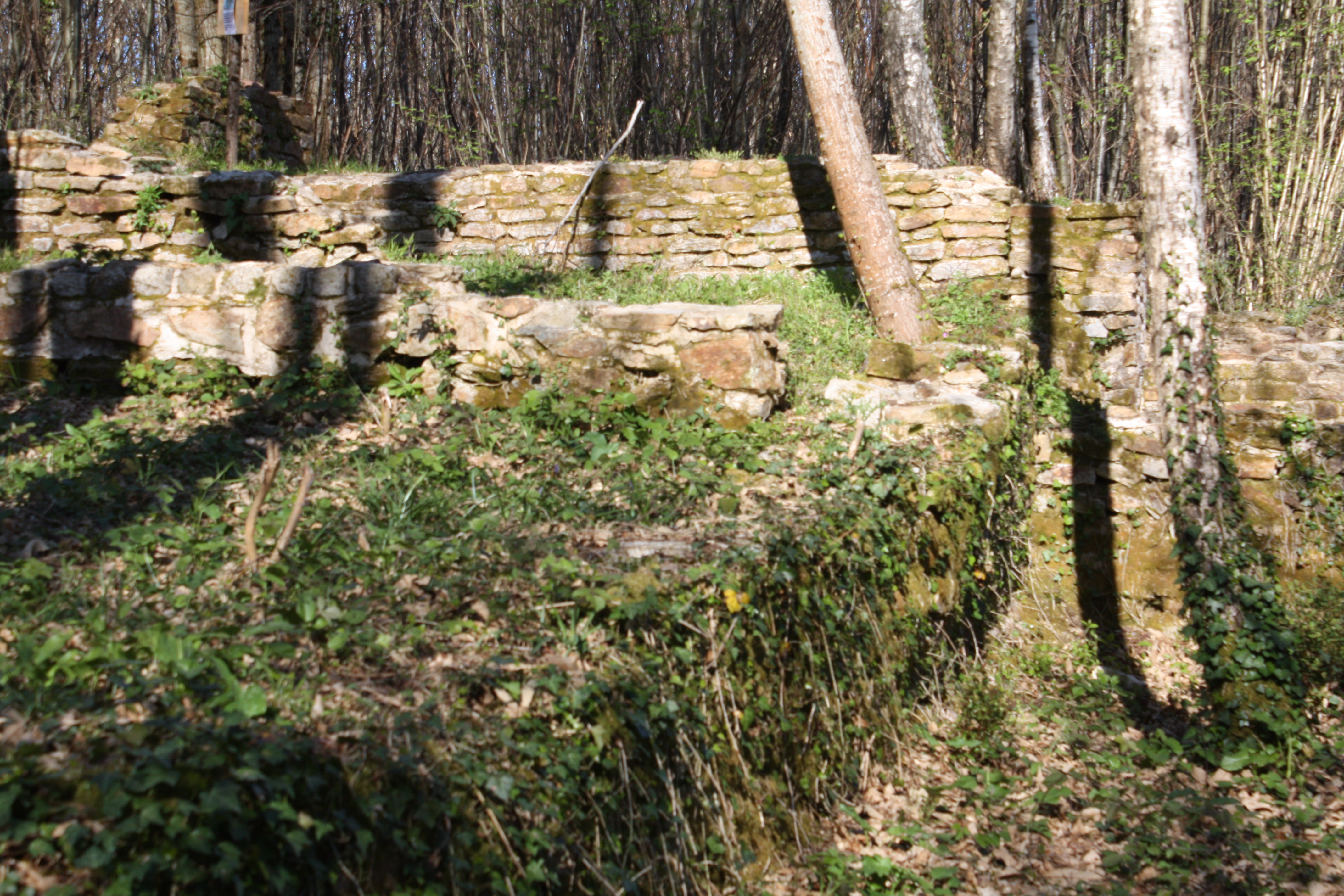
Gisement gallo-romain des Couvents.

### Patrimoine environnemental
La commune fait partie de la Réserve de biosphère du bassin de la Dordogne.

#### ZNIEFF
La commune présente quatre zones naturelles d'intérêt écologique, faunistique et floristique (ZNIEFF) de type 1.
- L'étang de Vieulac au nord du village de la Nadalie (commune de Marval[32]).
- Les landes et prairies humides du Theillaud et des Tuileries. La lande des Tuileries se trouve le long de la route  des Trois Cerisiers et les zones humides du Theillaud le long du Bandiat. On y trouve, entre autres drosera intermedia et le crapaud calamite[33].
- Landes et prairies du puy Doumeau[34]. Dans l'ancien inventaire ZNIEFF, ce site était dénommé : Landes de Masgiraud-Masselièvre.
- Bois des Essarts, un massif forestier avec de vieux châtaigniers et chênes. Il s'étend sur les communes de La Chapelle-Montbrandeix, Champagnac-la-Rivière, Cussac, Châlus, Dournazac[35].

Une ZNIEFF de type 2
- Vallée de la Tardoire (du moulin de Cros à Peyrassoulat)[36].

#### Sentier de grande randonnée
Le GR 4 qui va de Royan à Grasse traverse le sud de la commune puis la longe à l'est. Il est commun avec le GR 654, chemin de Saint-Jacques (Voie de Vézelay).

### Héraldique
| Blason de La Chapelle-Montbrandeix | Blason  | D'azur à trois châtaigniers d'or. |
| Blason de La Chapelle-Montbrandeix | Détails |                                   |

## Pour approfondir